# 芸術における膣と外陰部

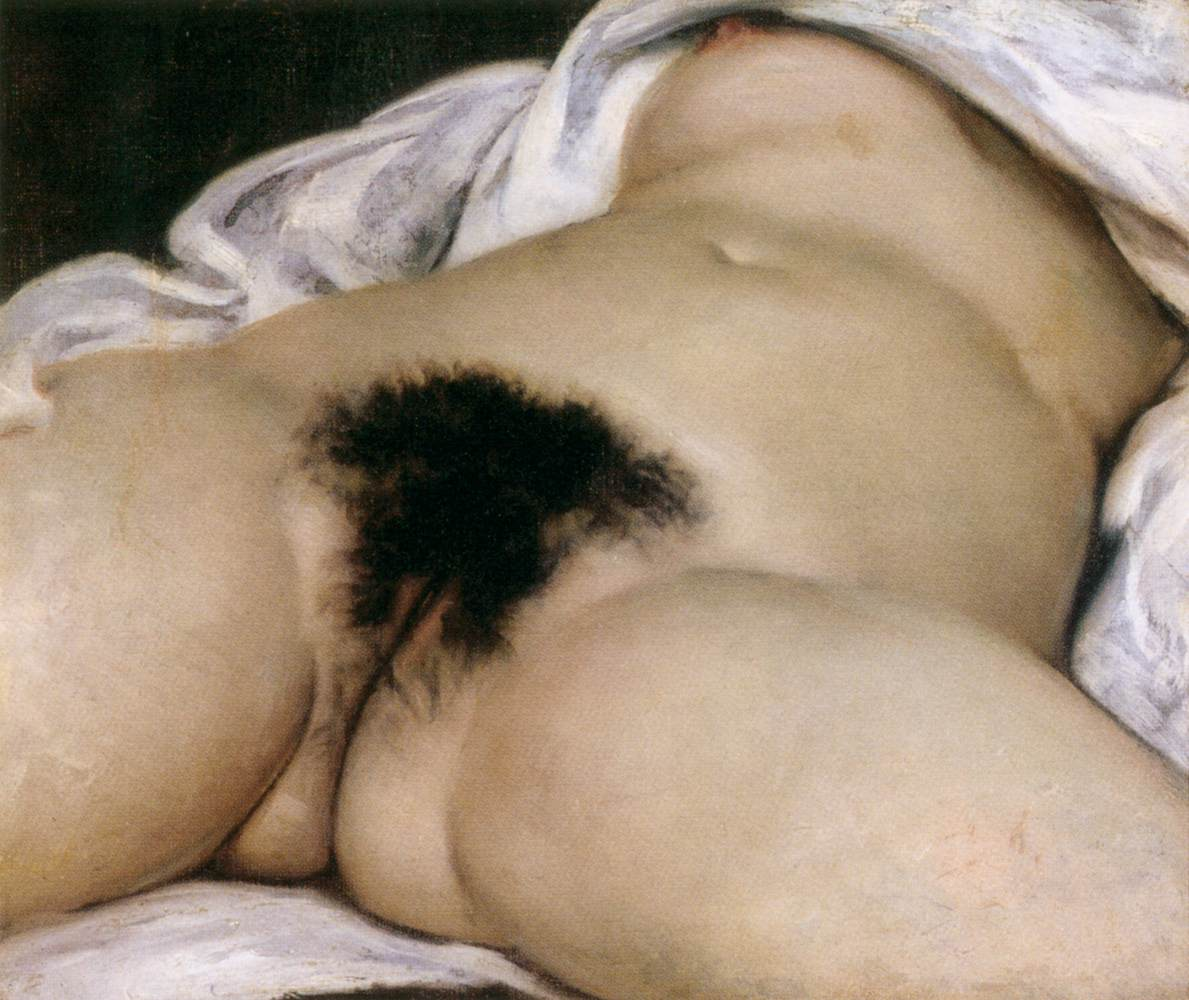
《世界の起源》ギュスターヴ・クールベ作、1866年

本項目では芸術における膣と外陰部（げいじゅつにおけるちつとがいいんぶ）について解説する。
先史時代から21世紀の現代にいたるまで、膣と外陰部は美術のテーマでありつづけてきた。視覚芸術のなかで女性器を題材にしたものには、平面的なもの（絵画など）や、立体的なもの（彫刻など）がある。今から3万5千年ほど前にはすでに、人々は誇張された腹部や尻、乳房、太腿、そして女性器を備えたヴィーナスの彫像を作り上げていた。
1866年、ギュスターヴ・クールベは《世界の起源》と題する、女性器をクローズアップで描いた裸婦の絵を描いた。20世紀から21世紀にかけ、ニキ・ド・サンファルやジャン・ティンゲリー、五十嵐恵（ろくでなし子）、アニッシュ・カプーアなどの芸術家たちは膣や外陰部を詳細に描写した作品を作り出してきた。ときに、これらの作品には明確にフェミニズムアートとされるものがある。例えば、ジュディ・シカゴは『ディナー・パーティー』で、歴史や神話に登場していながら、表舞台から押しやられてしまった39人の女性たちを顕彰している。一方、フラワー・ペインティングに見られるように、作家自身は否定しているものの、批評家からは女性器を題材にした作品と見なされている芸術作品も存在する。
同時にまた、女性器にまつわる民間伝承も存在する。ヴァギナ・ロクエンス（しゃべる膣）や、ヴァギナ・デンタタ（歯の生えた膣）などがその一例である。劇作家、イヴ・エンスラーの『ヴァギナ・モノローグス』は、女性の性的能力をさまざまな側面から描き出し人気を博した。いくつか作品では、膣や女性器をテーマにしたアートが論争を呼び、法的な問題や、わいせつ性の認識に関連した公的な検閲につながっている。

## 文化的側面

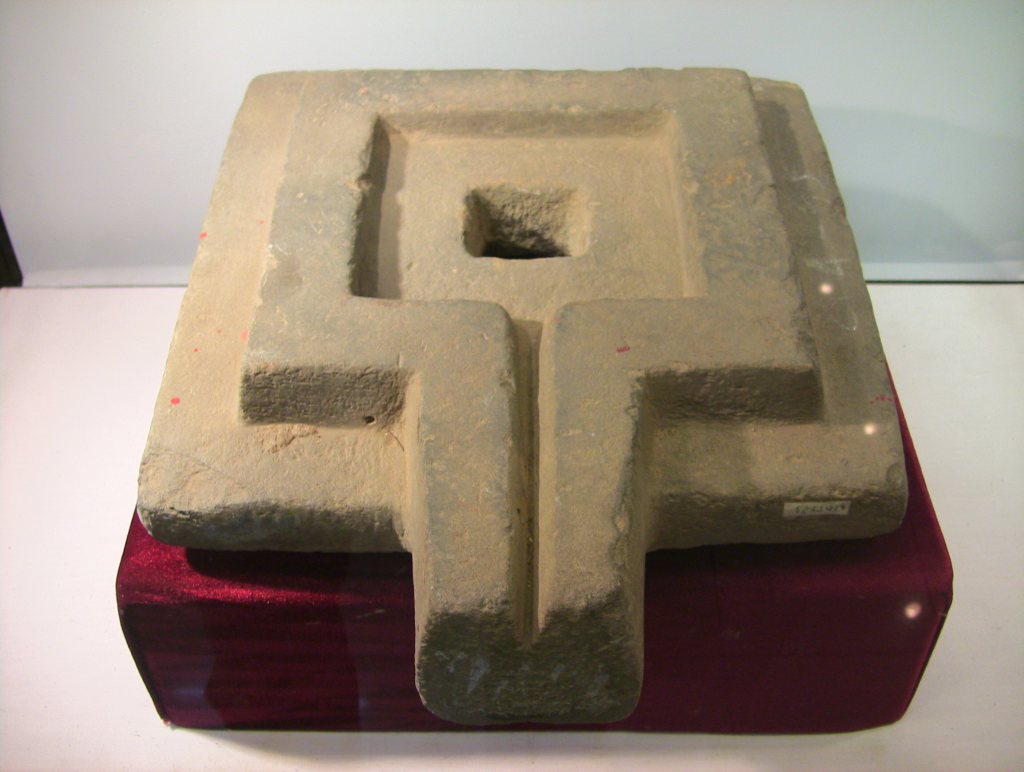
ヒンドゥー教において「ヨーニ」は女性器を表すシンボルであり、万物の根源、太母としてリンガとともに崇拝された。 ベトナムのカッティエン遺跡で発掘された石製のヨーニ

歴史上、女性器はさまざまな解釈をされてきた。例えば性欲の芯であるとか、出産を通じて生命の隠喩と捉えられたり、またあるいはペニスと比べ劣るとか、視覚的に醜いとか、本質的に悪臭を放つものであったり、卑しく淫らな存在とか、そうでなければ「死と災厄の家」と考えられてきた。さらに、女性器は多様な呼び方や語法を持ち、古い卑語（"cunt"）[4 letter words]、婉曲法（「秘密の花園」）、スラング（「まんこ」）、軽蔑的な形容語句（"twat" - 馬鹿野郎を意味するが、相手の性別を問わず使われる）が挙げられる。文化圏によっては、外陰部は存在そのものが恥ずべきものであり、人目につかぬよう隠されていなければならない部位と見なされている。例えば、医学英語で用いられる、女性の外性器を意味するラテン語の語句、プデンドゥム（pudendum）は直訳すると「恥ずべきもの」となる。また、日本語においても女性器は「恥部」と呼ばれる。
女性器を肯定的にとらえる見方としては、女性のセクシャリティや精神性、人生の表れ、つまり「女性性と開放性、受容、そして感受性の力強い象徴……内面の谷神；玄牝（道教）」とするものがある。ヒンドゥー教の教義はヨニというシンボルを提示しているが、これは、ヒンドゥー社会に属する人々が、女性のセクシャリティと女性器のもつ生殖能力に価値を見出していたと考えられる。いくつかの古代社会では、例えば古代オリエントのいくつかの宗教や考古学者のマリヤ・ギンブタスが「古ヨーロッパ」と位置づけた旧石器時代の芸術作品に見られるように、女性器を讃えたり、それどころか崇拝していた例も確認されている。このような女神崇拝は、現代におけるネオペイガニズムに見られるものと同じかもしれない。

## 歴史

### 先史時代

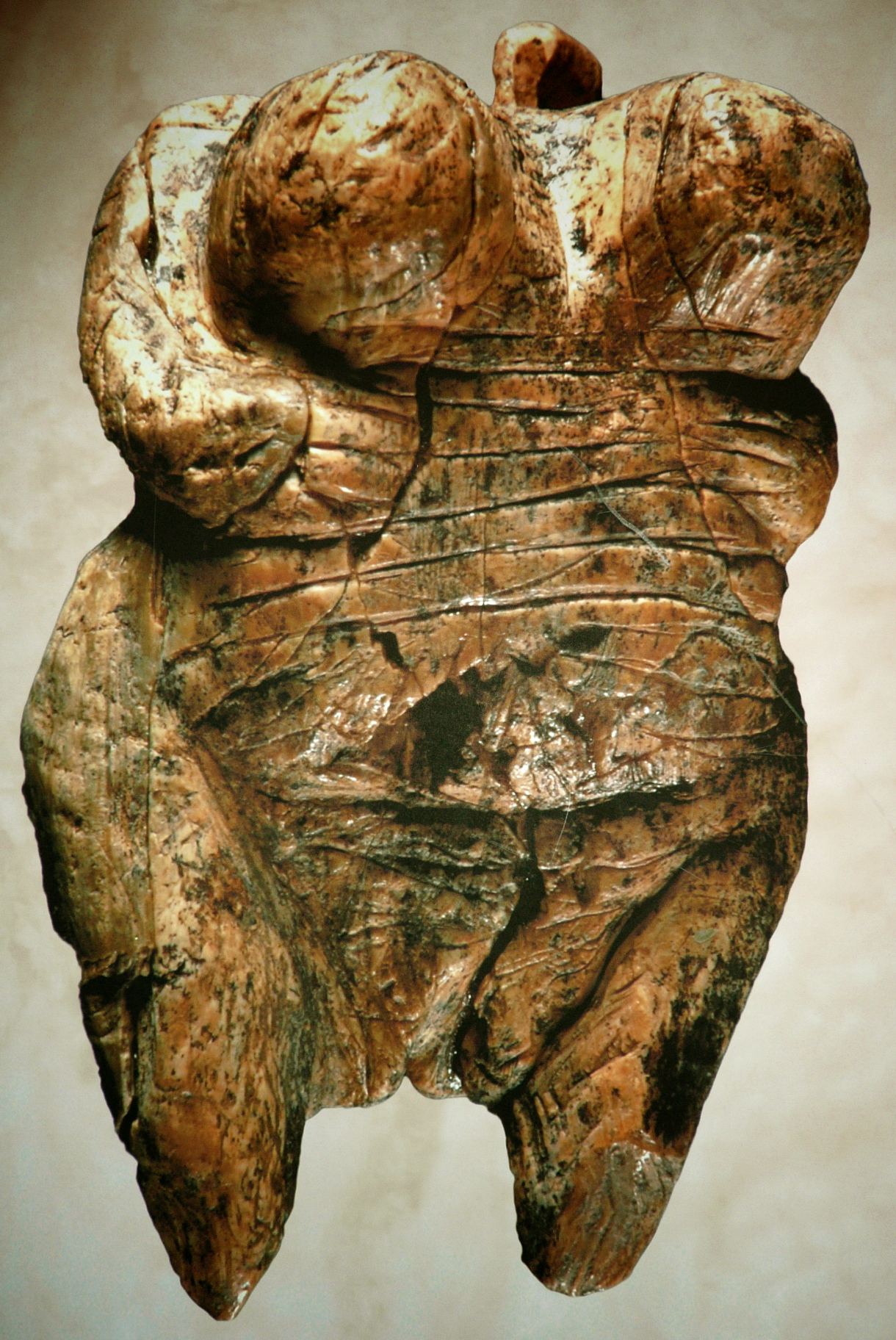
ホーレ・フェルスのヴィーナス 。35000年前以上前に作られ、女性器を表したものとしては最古の部類に入る。

女陰の二次元的、三次元的表現、すなわち絵画や彫刻は、数万年前から存在した。それらは先史時代のもっとも古い部類に入る。
スペイン、カンタブリア州の街、リクロネスにあるチュフィン洞窟では、洞窟の壁面に女性器を模したであろう文様が刻まれていた。この洞窟は、いくつかの時代に渡って使われていたが、2万年前には既に人の手が入っていた。絵画や摩崖彫刻の主題としては、動物の他にもいくつかのシンボル、例えば「棒状紋（線刻紋？）」として知られるようなものなどが存在した。さらに、洞窟内には、外陰部と解釈されている壁画も含め、点描（西:puntillaje）で描かれたものが多数ある。
ヴィーナス小像は、後期旧石器時代に制作された石製の立体女性像である。大部分はヨーロッパで発掘されているが、なかには遠くシベリアでも見つかっており、ユーラシア大陸の多くの地域で広く見られる。像の大半は今から2万8000年から2万2000年ほど前、グラヴェット文化の時代に作られた。しかし、ホーレ・フェルスのヴィーナスのように、少なくとも3万5000年（オーリニャック文化）は遡られる例や、モンリューのヴィーナスのように1万1000年前（マドレーヌ文化）まで下ることのできる例もある。
これらの像は、せっけん石や方解石、ラインストーンのような柔らかい石や、骨、象牙を彫って作られたり、粘土を成形して焼き物にして作られた。ことに、素焼きの女性像は既知の土器としては最も古い。いまのところ、全部で100体を超えるヴィーナス小像が確認されているが、そのほとんどが高さ4cmから25cmほどの小ぶりなの大きさのもので、多くは頭が小さく、臀部が大きく、脚が先細りになっている。また、腹部、臀部、乳房、太もも、陰部を極端に誇張したものがある。対照的に、腕や足はないことが多く、頭部も小さいか、顔が描写されていないことが多い。

### 古代
シュメール人にとって女性器は神聖なものであり、女神イナンナの玉門を讃える詩が数多く残されている。シュメール神話において女神ニンインマはその名が表すとおり("Nin"は貴婦人・女神を、"imma"は[全てを生み出す]水または女性器を表す)女性器を神聖化した存在であった。ニンインマは「エンキとニンシキラ」の神話の派生にエンキとニンクルラの間に生まれた娘として登場している（ニンサルの娘、ニンクルラが近親相姦ののちウットゥを産むパターンも存在する）。話のなかで、エンキによって強姦されたニンインマは、機織りと草木の女神ウットゥを産む 。シュメール語のテキストでは膣分泌液はつねに「甘い」味と言及され、結婚賛歌においては、若い乙女が陰毛の生えたことを喜ぶ様子が語られる。さらに、アッシュールのイナンナ神殿遺跡では女性器をかたどった焼き物が発見されている。これらの遺物はおそらく勃起不全に対する魔除けであったと考えられている。

### 中世盛期のヨーロッパ、11世紀から12世紀にかけて

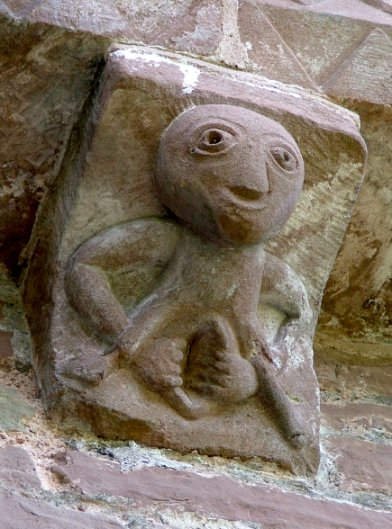
12世紀に制作された、イングランドのヘレフォードシャー、キルペックにあるシーラ・ナ・ギグ。

シーラ・ナ・ギグは、11世紀から12世紀に制作された、裸の女が自身の誇張された女性器を見せつけている彫像である。これらのグロテスクは、アイルランドやグレートブリテン島にある教会や城、およびその他の建物に見られるもので、男性のグロテスクが共に配置されている場合もある。ケリー県のラトゥーにある円塔（鐘楼として建てられたアイルランド特有の塔。目印や見張りに使われた。）は面白い例だろう。近年の修復作業中に、北側の窓にシーラ・ナ・ギグが発見されたが、これは円塔に残されたシーラ・ナ・ギグの唯一の例である。このレリーフを元にしたレプリカは、トラリーの博物館で見ることができる。また、もう一つの有名な例としては、イングランド、ヘレフォードシャーののものがある。
こういった、女性器を強調した彫刻には死や邪悪な存在を払う力があると言われている。ガーゴイルやハンキーパンクのようなグロテスクの彫刻は、ヨーロッパ中の教会建築の装飾に使われ、ドアや窓などの建物の開口部を守るように配置されている。一般的に、これらの像が作られた目的は厄祓いだとされる。
なぜ中世にこのような像が制作され、建造物に取り付けられたのかについては、いくつかの見解が存在する。ウィアーとジャーマンは著書" Images of Lust: Sexual Carvings on Medieval Churches"（『愛欲のイメージ：中世教会における性的な彫刻』）において、以下のように主張している。曰く、シーラ・ナ・ギグが奇怪な様式で作られ教会に取り付けられたのは、中世社会の価値基準において、女性がおぞましい性的欲望をもち罪深く人間を堕落させる存在だとされていたことの表れである、というものだ。一方、ジョアンヌ・マクマホンとジャック・ロバーツは、キリスト教布教以前の豊穣信仰あるいは地母神崇拝の名残であるという説を唱えている。
2016年に出版されたスター・グードの著作"Sheela na gig: The Dark Goddess of Sacred Power"（『シーラ・ナ・ギグ：聖なる力の闇の女神』）は、歴史を横断しつつこれらのイメージを辿りながら、現代アート、とりわけフェミニスト・アートに触れつつ、「女性の神聖な誇示」の普遍性と、その意味と機能について、起源である先史時代の洞窟壁画まで立ち返って議論を展開させている。

### 伝承
ヴァギナ・ロクエンス、もしくは「話す膣」は、古代の民間伝承のモチーフまで遡れる、文学や芸術における重要な伝統である。これらの物語には魔術や呪文によって話す膣が登場し、しばしば彼らの不貞を認める（ハンガリーの民話「地獄のかま焚き」、中世盛期フランスのファブリオー、中世ドイツ民話「白いのバラ」）。
ヴァギナ・デンタタ、もしくは「歯のある膣」は、民話におけるもうひとつのパターンである。これらの物語においてヴァギナ・デンタタが暗示しているのは、男性は性交渉の結果、怪我をしたり、腑抜け・骨抜きにされたり、去勢されたりする可能性である。往々にして男性を主な聞き手としたこれらの民話は、見知らぬ女性（とのセックス）の危険性についての警告や、レイプを思いとどまらせるための教訓話であった。

### 現代美術

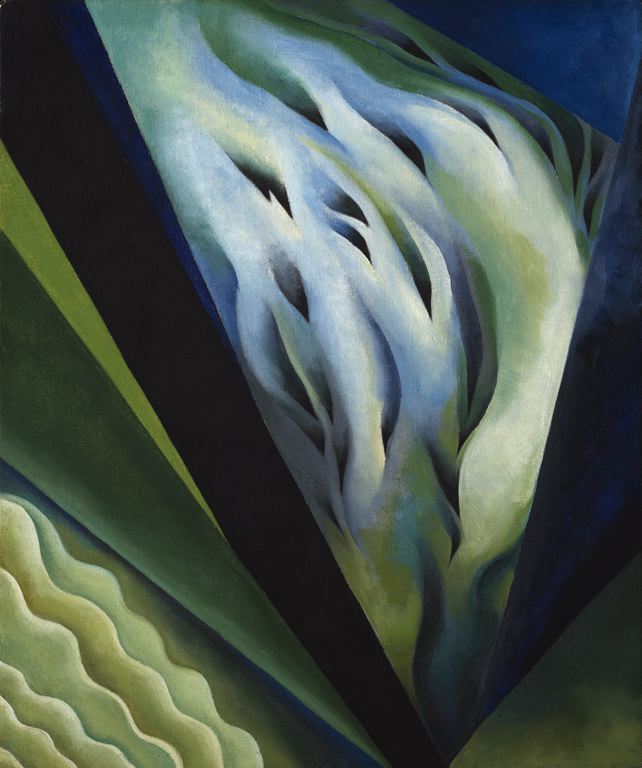
ジョージア・オキーフの絵画は、現代のフェミニストたちには女性器の様式化された描写として解釈されているが、オキーフ自身は一貫してフロイト的解釈を否定している（画像は《青と緑の音楽》1921年、シカゴ美術館所蔵）。

1966年、フランスの芸術家ニキ・ド・サンファルは、ダダイストのジャン・ティンゲリー、パー・オロフ・ウルトヴェットらと共同で、ストックホルム近代美術館からの依頼によって《ホン―エン・カテドラル》（"hon-en katedral"あるいは"Hon-en-Katedrall"、「彼女　―　大聖堂」の意）と題した巨大なインスタレーション作品を制作した。外観は、女性が寝そべって股を開いているというもので、美術館の来場者は扉ほどの大きさに作られた女性器型の入口から作品内部を胎内巡りできるようになっていた。サンファルによると、豊穣の女神であるこの彫像は、胎内に観客を受け入れて彼らを「産み直す」ことができた。内部にはグレタ・ガルボの映画を映すスクリーンや金魚の池、ソフトドリンクを売る自動販売機、ミルク・バーが設置されていた。この作品は世界中の雑誌や新聞で大きな反響を呼んだ。
1974年から1979年にかけ、フェミニスト・アーティストのジュディ・シカゴは《ディナー・パーティー》と題する女性器をテーマにしたインスタレーションを制作した。この作品は、三角形状の長机に準備された、39人分の精緻なプレース・セッティング（テーブルセッティング）で構成されており、ゲストとしてイシュタル、カーリー、皇后テオドラ 、アリエノール・ダキテーヌ、ヴァージニア・ウルフ、スーザン・B・アンソニー、ソジャーナ・トゥルースなど、神話や歴史上で有名な女性39名をパーティーに招いたという想定で作られた。それぞれの供されたプレートには、ソジャーナ・トゥルースに対応するもの（唯一はっきりと女性の顔が描かれている）のほかは、全てが美麗で鮮やかな色合いの、左右に開かれた女性器状の装飾が施されている。この作品は、美術界からの反発をよそに6カ国16会場を巡回し、1500万人の観客を動員した。2007年からは、ニューヨーク、ブルックリン美術館のエリザベス・A・サックラー・センター・フォー・フェミニスト・アートに常設展示されている。作者のシカゴは、この《ディナー・パーティー》の一番目に付きやすい席にジョージア・オキーフを配置している（席次は地母神から始まりオキーフで終わり、この両者は角を境に隣り合っている）。これは、シカゴら近代のフェミニストたちにとって、《黒いアイリス》のようなオキーフの描く精緻な花の絵は女性器の隠喩であったからだ。ただし、前述の通り、オキーフは一貫して彼女の絵画作品がフロイト的な解釈をされることを拒んでいた。
アメリカのポルノ女優でアーティストのアニー・スプリンクルは、1980年代に自身の女性器をパフォーマンスとして用いる「孔鏡頸発放送（英:"Public Cervix Announcement"、公共広告[public service announcement]のもじり）」を発表し、1990年代にツアーショウ「潤艶モダニスト（英："Post-Porn Modernist"）」でふたたび披露した。この演目は、スプリンクルが段差の低いステージでリクライニングチェアに仰向けで寝そべり、膣にクスコを挿入して観客に子宮頸部を見せるというものである。2018年にイギリスとオーストラリアの癌支援者団体がこの演目のタイトルを採り上げて、子宮頸癌早期発見のためのパップテスト広報キャンペーンに使われた。
近代美術における女性器の表現は、18世紀の解剖学と同定作業と同時に始まった（解剖学者ウィリアム・ハンターら）。フェミニストからの観点では、戦後から本格的に始まった現代美術は、女性器に対する男性中心的な見方と女性の従属性についてのステレオタイプな位置づけを再検討し、解体してきた（アナ・メンディエタ、エンリケ・チャゴヤ、ヴィク・ムニス、キャンディス・リンなど）。

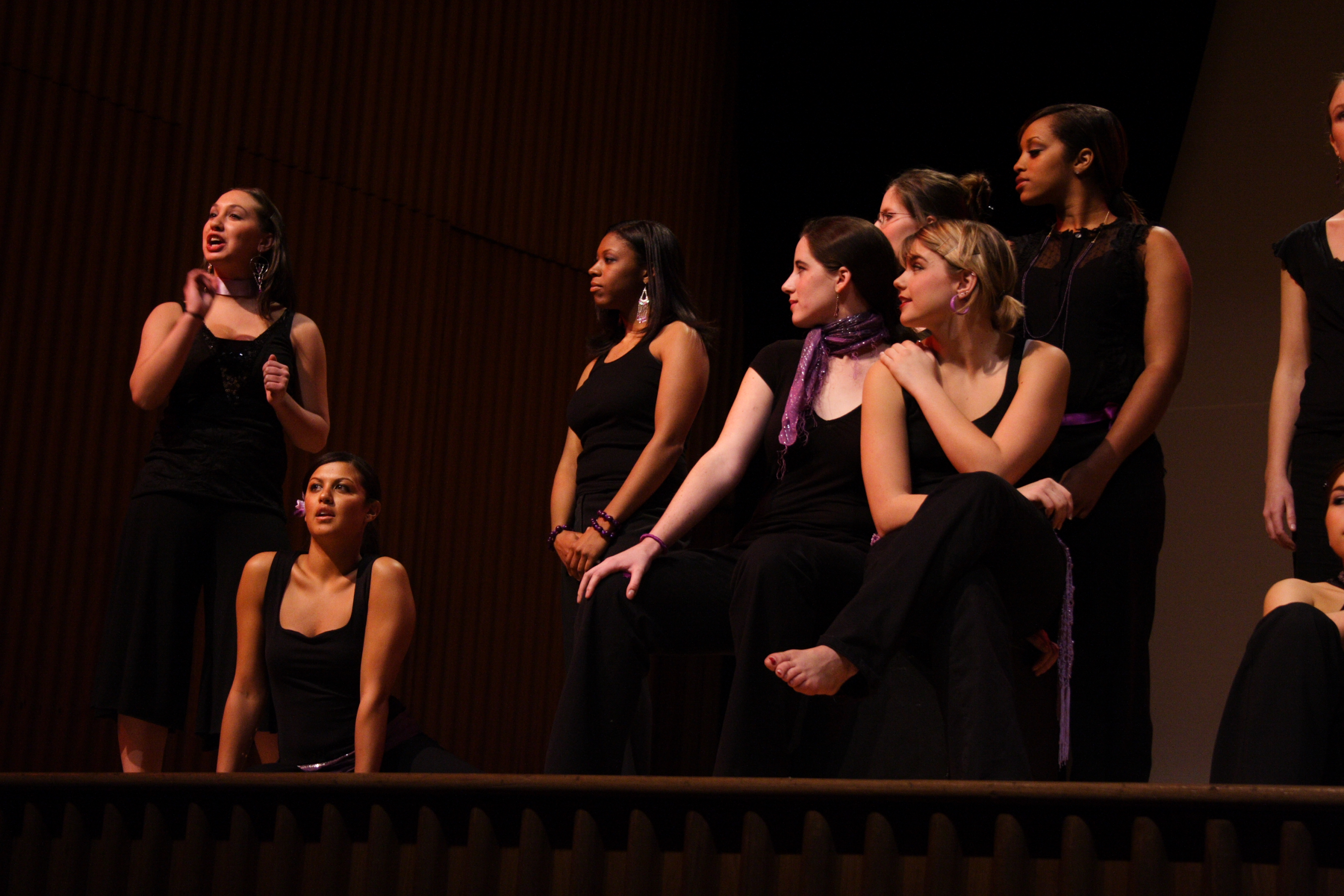
2006年2月にタフト大学で行われたヴァギナ・モノローグス公演。一人一役で演じられている。

イヴ・エンスラー構成、1996年初演の『ヴァギナ・モノローグス（原題:"The Vagina Monologues"）』は女性のセクシュアリティを公共の場で話せる話題にすることに貢献した。一連の脚本は200人以上の女性の独白に基づいている。発表当初、それぞれの独白は全てエンスラー1人で演じられたが、のちの公演では3人、最終的には一人一役の構成に落ち着いた。それぞれのモノローグは女性としての経験を通じたできごとを扱っており、性行為、愛、レイプ、月経、女性器切除、オナニー、出産、オーガズム、女性器のさまざまな呼称、あるいは単に身体の物理的側面としての問題に触れている。作品全体を通して繰り返されているテーマは、女性のエンパワーメントの道具としての膣、そして本質的な個性の具体化としての膣である。
イングランド南東部ブライトンを拠点に活動するジェイミー・マッカートニーは数十人分の本物の女性器からとった鋳型をいくつも使用して作られた"Great Wall of Vagina"を制作し、国籍、人種、年齢を問わない幅広い女性器のバリエーションを見せている。
2001年10月22日、テレビのシットコムコメディ番組『HEY!レイモンド』のあるエピソードで、登場人物のひとりのマリーが教会オークションのために抽象彫刻を制作するが、それはいわゆる「不適切」な見た目であった。他の登場人物にも視聴者にもそれがなんであるかは明白ではあったが直接的な言葉は用いられることはなかった。
アイダン・サラホバはアゼルバイジャン系ロシア人の芸術家であり、ギャラリスト、公人でもある。2011年に彼女の作品である"Black Stone"について、ケイト・デイムリングは「ヴェネツィア・ビエンナーレのアゼルバイジャン館で女性器アート隠される　人々を悲しませる検閲」と題した記事で、サラホバの彫刻作品《黒石》、「イスラム教徒が崇拝するメッカの黒石を模した彫刻」と、「それをカバーする女性器のような大理石の枠はどちらも覆い隠されていた」と述べている。サラホバは第54回ヴェネツィア・ビエンナーレのアゼルバイジャン館に国代表と参加していたアーティストの1人であった。アゼルバイジャン文化省の許可を得て出展されていた彼女の2点の作品は、「世俗的イスラム国家という評判に対して敏感な政府のせいで」、開場前日に撤去を命じられた 。政府関係者の説明によれば、作品は輸送中に損傷していた。パビリオンのキュレーターであるベラル・マドラはこの問題について、政府側が撤去された彫刻のコンセプトを誤解していたと述べ、自身の25年以上に渡るキュレーションキャリアで「このような紛争を経験したことはなかった」と付け加えている。
2012年、Facebookに投稿された、ギュスターヴ・クールベが1866年に制作した《世界の起源》の画像が法的な論争を巻き起こした。フランスの教師がこの絵画をFacebook上に公開すると、運営側はこの画像をポルノと判断し、利用規約に違反しているとして彼のアカウントを停止した。ハフィントンポストはこの絵を「率直な女性器のイメージ」と評した。《世界の起源》は美しく、見事で、「－－フランス写実主義の礎」だったと評価した、雑誌スレートのマーク・スターンは、後日Facebookを訴えた教師は運営によって、伝えられるところによれば表現の自由を侵害されたと主張している。
2013年、写真家のフィリップ・ワーナーによって、モノクロのコーヒーテーブルブック"101 Vagina"が、トニ・チャイルズの序文付きで制作・出版された。この写真集には、扇情的ではないタッチで撮られた101枚の下半身のヌード写真に、それぞれのモデル女性が自身の女性器について語った話やメッセージが添えられている。本に収められた写真と話は2013年にオーストラリアで5回展示され、2014年にはアメリカ合衆国とカナダで6つの都市で巡回展が開かれた。ワーナーは上述の『ヴァギナ・モノローグス』に触発されて制作を始めた。被写体となったモデルたちは、ワーナーが女性器についての教育的・祝祭的目的で制作する旨を公表してからSNS上で集められた。写真に添えられたストーリーは、加齢や妊娠、ブラジリアンワックス、破瓜、理想とは違う自身の身体像についてなど、数多くのテーマを扱っている。シドニーのアートフェスティバル、シドニー・フリンジで開かれた展覧会では、警察が表通りから写真が見えているという通報を受けて同イベントを訪れた。のちに、当局は運営側に対して公開継続のための検閲を行うよう要求した。
レナ・マルキースはロシア系アメリカ人の視覚芸術家・パフォーマンスアーティストである。彼女の作品にはセックスワークと検閲を題材にしたものが多く、それらがもつ物議を醸すような扇情性から批判的な反響を度々呼んでいる。2014年、マルキースはアート・バーゼル・マイアミ会場、ヴェクター・ギャラリー(英:VECTOR Gallery)で"Body As Commodity"と題したインスタレーションを行った。この会場作品で、彼女は膣内で携帯の充電をするパフォーマンスをしていたが、12月3日にR&B歌手のアッシャーが会場で実際に携帯を充電をしたことで、インスタレーションはアート・バーゼル期間中の一大トピックとなった。ヴェクター・ギャラリーは、アメリカのギャラリストであり自身も視覚芸術家であるJJ ブラインによってキュレーション・運営されており、論争の的となるような悪魔的なイメージを用いることで耳目と批判を集めている。ブラインとマルキースは以前、性愛とサタニズムをモチーフとした短編映画『訪問者（英："The Visitor"）』を共同制作していた。ブラインは脚本を担当し、マルキースは作中でマリアに扮しつつエジプトでの大量女性器切除についての解説としての家父長制の詩を唱えながらナイフの柄でオナニーをしている。
ろくでなし子こと五十嵐恵は、彼女によれば日本で男性器に比べ「隠されすぎている」女性器を主題とした作品で、注目されている。2014年7月、ろくでなし子は、自身の外陰部の3Dデータをクラウドソーシング・キャンペーンの参加者に違法に配布したとして逮捕された 。彼女はまた、女性器をテーマとした彫刻も制作している。警察はろくでなし子の膣や女性器に関する作品は取り締まる一方、かなまら祭のような、巨大な男性器の像を神輿で担ぐ祭は容認している（なお、大縣神社の祭りに見られるとおり、宗教的な動機である場合については公共の場で女性器像を設置することが認められている例も存在する）。
2015年、ターナー賞受賞アーティストのアニッシュ・カプーアはヴェルサイユ宮殿の敷地内に設置するための作品として、《ダーティー・コーナー》と題する、割れた石の上に置かれた巨大な鋼鉄製の漏斗状の構造物を制作・発表した。作者のカプーアによれば、（名指しで言及したわけではないが）これはマリー・アントワネットの女性器を暗示したものであった。この作品は論争を呼び、後日反ユダヤ主義者の王党派によって石と漏斗が汚された。